# Cérilly (Fluss)
Der Cérilly (im Oberlauf Ruisseau de Sévy genannt) ist ein kleiner Fluss in Frankreich, der überwiegend im Département Yonne in der Region Bourgogne-Franche-Comté verläuft. Er entspringt im nördlichen Gemeindegebiet von Venizy, entwässert generell Richtung Nordnordwest und mündet nach rund 15 Kilometern im Gemeindegebiet von Flacy als linker Nebenfluss in die Vanne. In seinem Unterlauf macht der Cérilly noch einen kleinen Abstecher in das Département Aube der Region Grand Est. Bei Cérilly wird Wasser des Flusses entnommen und in den Aqueduc de la Vanne zur Wasserversorgung von Paris eingeleitet.

## Orte am Fluss
(Reihenfolge in Fließrichtung)
- La Grande Jarronnée, Gemeinde Bœurs-en-Othe
- Fournaudin
- Cérilly
- Rigny-le-Ferron
- Flacy